# Sentry Cove
Die Sentry Cove (englisch für Schildwachenbucht) ist eine Bucht an der Südküste von King George Island im Archipel der Südlichen Shetlandinseln. Sie liegt auf der Südwestseite des Demay Point in der Admiralty Bay.
Der British Antarctic Survey nahm zwischen 1975 und 1976 Vermessungen der Bucht und die Benennung vor. Namensgebend waren eine dichte Reihe von Walschädeln am Kopfende der Bucht, die wie eine Schildwache anmuteten. Wissenschaftler einer polnischen Antarktisexpedition benannten sie 1979 als Rajska Zatoka (polnisch für Paradiesbucht, englisch Paradise Cove).